# Xã Carter, Quận Carter, Missouri
Xã Carter (tiếng Anh: Carter Township) là một xã thuộc quận Carter, tiểu bang Missouri, Hoa Kỳ. Năm 2010, dân số của xã này là 2.270 người.